# Codonopsis macrophylla
Codonopsis macrophylla är en klockväxtart som beskrevs av Thomas G. Lammers och L.l.Klein. Codonopsis macrophylla ingår i släktet Codonopsis, och familjen klockväxter. Inga underarter finns listade i Catalogue of Life.